# Johannes Mario Simmel
Johannes Mario Simmel (Bécs, 1924. április 7. – Luzern, 2009. január 1.) osztrák író.

## Élete
Ausztriában és Angliában nevelkedett. Apja, a hamburgi származású Walter Simmel vegyészként dolgozott, zsidó származása és náciellenessége miatt 1938-ban családját hátrahagyva távoznia kellett Ausztriából. (Londonban hunyt el 1945-ben, nem sokkal a háború vége előtt.)
Johannes Mario Simmel apjához hasonlóan vegyészmérnökként végzett, majd 1943-tól a második világháború végéig kutatóként dolgozott. Szaktudása megkímélte a származása miatti üldöztetéstől. 1945-től az amerikai hadsereg számára végzett fordítói munkát, illetve cikkeket és történeteket írt a bécsi Welt am Abendbe. Első elbeszéléskötete 1947-ben jelent meg.
1950-től Münchenben telepedett le, az itt megjelenő Quick magazint tudósította Európából és Amerikából. Az 1950-es években számos filmforgatókönyvet és riportot írt, többeket álnéven. Szépíróként is alkotott, ebben az évtizedben találta meg a neki legjobban megfelelő műfajt, a társadalomkritikát a melodráma elemeivel ötvöző regényt.
Az áttörést az 1960-ban megjelent Nem kell mindig kaviár című műve jelentette, amelyet elsőként a Quick közölt le, majd megjelent könyv alakban is. Az ezt követő három évtizedben szinte minden második évben megjelent egy újabb Simmel-regény. Ezeket a világ 35 nyelvére fordították le, összesen körülbelül 73 milliós példányszámban keltek el.
A regények jellemző témája az erős pacifizmus, valamint a jó és rossz viszonylagossága. Több művében hasonló cselekményfűzés mutatható ki: az egyik szál a szerelmi történet, a másik pedig valamely társadalmi vagy világprobléma (kábítószer-függőség, fegyverkezési verseny, sztárkultusz, fogyatékkal élők mindennapjai, idegengyűlölet, génmanipuláció, környezetszennyezés stb.) közérthető (így némileg leegyszerűsítő) bemutatása. Szembeötlő továbbá az erős moralizálás, a helyesként felismert álláspont következetes képviselete, az ellenkező véleményen levő alakok hangsúlyosan negatív ábrázolása. A szerző egyértelmű szimpátiával kíséri a világ igazságtalanságai ellen küzdőket, de nem titkolja a sikert illető kételyeit sem – "happy end"-szerű befejezésre nemigen van példa könyveiben. Több regényben fellelhetők egyes önéletrajzi elemek, erre legjobb példa a S a szivárványhoz útnak eredt..., amely egy félzsidó származású bécsi fiú sorsát mutatja be a háború alatt.
Simmel az 1970-es évekre az egyik legolvasottabb író lett német nyelvterületen. Sikeréhez hozzájárult, hogy sok regényét megfilmesítették a 60-as, 70-es években. Számos díjat nyert, így például az ENSZ Írók Társasága Kiválóság-díját. A hivatalos irodalmi életnek azonban nem vált részévé: a kritikusok egyöntetűen bestseller- és ponyvaszerzőnek minősítették, aki előre megtervezett sablonok mentén alkot, és egyetlen célja a közönség igényeinek kielégítése. 1987 után ez a kép módosult némileg, és a "hivatalos" irodalom is értékelni kezdte Simmel társadalmi problémák iránti érzékenységét.
1990 után ritkábbá váltak a Simmel-regények, témaválasztásukban is kevesebb lett az eredetiség. Ekkor már az író elhagyta Németországot is, Svájcban, Zug városában telepedett le. Utolsó befejezett regénye 1999-ben jelent meg, azóta nem publikált.

## Művei

### Regények
- Mich wundert, daß ich so fröhlich bin. Zsolnay, Bécs 1949
- Das geheime Brot. Zsolnay, Bécs 1950
- Der Mörder trinkt keine Milch. Ein Kriminalroman. Demokratische Druck- und Verlags-Gesellschaft (Bären-Bücher 19), Linz 1950
- Man lebt nur zweimal. Demokratische Druck- und Verlags-Gesellschaft (Bären-Bücher 21), Linz 1950
- Ich gestehe alles. Zsolnay, Bécs 1953
- Der Hochstapler. Immer, wenn er Kuchen aß … (mit Hans Hartmann). Südverlag, München/Konstanz 1954
- Gott schützt die Liebenden. Zsolnay, Bécs 1957
- Affäre Nina B. Zsolnay, Bécs 1958
- Es muß nicht immer Kaviar sein. Schweizer Druck- und Verlagshaus, Zürich 1960 [ Nem kell mindig kaviár. Budapest, 1993.]
- Bis zur bitteren Neige. Knaur, München 1962
- Liebe ist nur ein Wort. Knaur, München 1963 [Csak egy szó a szerelem. Budapest, 1990.]
- Lieb Vaterland magst ruhig sein. Knaur, München 1965 [Két hazában hontalan. Budapest, 1999.]
- Alle Menschen werden Brüder. Knaur, München 1967 [Testvér lészen minden ember. Budapest, 1995.]
- Und Jimmy ging zum Regenbogen. Knaur, München 1970 [S a szivárványhoz útnak eredt... Budapest, 1994.]
- Der Stoff, aus dem die Träume sind. Knaur, München 1971 [Megtervezzük álmait. Budapest, 1999.]
- Die Antwort kennt nur der Wind. Knaur, München 1973
- Niemand ist eine Insel. Knaur, München 1975
- Hurra, wir leben noch. Knaur, München 1978
- Wir heißen euch hoffen. Knaur, München 1980
- Bitte, laßt die Blumen leben. Knaur, München 1983
- Die im Dunkeln sieht man nicht. Knaur, München 1985
- Doch mit den Clowns kamen die Tränen. Knaur, München 1987
- Im Frühling singt zum letztenmal die Lerche. Knaur, München 1990
- Auch wenn ich lache, muß ich weinen. Knaur, München 1993
- Träum den unmöglichen Traum. Knaur, München 1996
- Der Mann, der die Mandelbäumchen malte. Knaur, München 1998
- Liebe ist die letzte Brücke. Knaur, München 1999

### Elbeszélések
- Begegnung im Nebel. (7) Erzählungen. Zsolnay, Bécs 1947
- Niemand ist eine Insel. (2 Erzählungen mit) Zeichnungen von Eugen Ledebur. Bécs 1948
- Zweiundzwanzig Zentimeter Zärtlichkeit und andere Geschichten aus dreiunddreißig Jahren. Knaur, München 1979
- Die Erde bleibt noch lange jung und andere Geschichten aus fünfunddreißig Jahren. Knaur, München 1981

### Drámák
- Der Schulfreund. Ein Schauspiel in 12 Bildern. Rowohlt Theater Verlag, Hamburg o.J. (1958/60?)

### Gyermek és ifjúsági könyvek
- Von Drachen, Königskindern und guten Geistern. Für die Jugend zusammengestellt von Johannes Simmel. Leuen (Sagen unserer Heimat), Bécs 1950
- Weinen ist streng verboten! Eine Geschichte für kleine und große Mädchen. Leuen, Bécs 1950
  - Neuausgabe als: Weinen streng verboten. Droemer Knaur, München 1977
- Ein Autobus, groß wie die Welt. Ein Reiseerlebnis voll Spannung für Buben und Mädel. Jungbrunnen, Bécs 1951
- Meine Mutter darf es nie erfahren. Ein aufregendes Abenteuer rund um ein schlechtes Zeugnis. Jungbrunnen, Bécs 1952
- Wenn das nur gut geht, Paul. Ein aufregendes Abenteuer. Weiß, München/Berlin 1953

## Filmográfia

### Forgatókönyvek
- 1951 Frühling auf dem Eis – rendezte: Georg Jacoby (Eva Pawlik, Hans Holt és Oskar Sima)
- 1951 Verträumte Tage – rendezte: Emil-Edwin Reinert (O. W. Fischer, Axel von Ambesser és Margo Lion) – Vicki Baum regénye alapján
- 1951 Es geschehen noch Wunder – rendezte: Willi Forst (Hildegard Knef és Willi Forst)
- 1952 Verlorene Melodie – rendezte: Eduard von Borsody (Elfie Mayerhofer és Evelyn Künneke)
- 1953 Tagebuch einer Verliebten – rendezte: Josef von Báky (Maria Schell és O. W. Fischer)
- 1954 Der Raub der Sabinerinnen – rendezte: Kurt Hoffmann (Gustav Knuth, Fita Benkhoff és Paul Hörbiger)
- 1954 Dieses Lied bleibt bei dir – rendezte: Willi Forst (Paul Henreid)
- 1954 Die Hexe – rendezte: Gustav Ucicky (Karlheinz Böhm, Adrienne Gessner és Attila Hörbiger)
- 1954 Weg in die Vergangenheit – rendezte: Karl Hartl (Paula Wessely, Willi Forst, Willy Fritsch, Attila Hörbiger és Josef Meinrad)
- 1955 Hotel Adlon – rendezte: Josef von Báky (Werner Hinz és Nadja Tiller)
- 1956 Liebe, die den Kopf verliert – rendezte: Thomas Engel (Paul Hubschmid, Winnie Markus, Susi Nicoletti és Nicole Heesters)
- 1957 Robinson soll nicht sterben – rendezte: Josef von Báky (Romy Schneider, Horst Buchholz és Erich Ponto)
- 1957 Noch minderjährig – rendezte: Georg Tressler (Paula Wessely és Vera Tschechowa)
- 1957 Nackt wie Gott sie schuf – rendezte: Hans Schott-Schöbinger (Albert Hehn és Birgit Bergen)
- 1958 Madeleine und der Legionär – rendezte: Wolfgang Staudte (Hildegard Knef, Bernhard Wicki és Hannes Messemer)
- 1958 Stefanie – rendezte: Josef von Báky (Elisabeth Flickenschildt és Mady Rahl)
- 1959 Marili – rendezte: Josef von Báky (Sabine Sinjen, Paul Hubschmid és Helmuth Lohner)

### Filmek Johannes Mario Simmel művei alapján
- 1958 Nackt, wie Gott sie schuf – rendezte: Hans Schott-Schöbinger (Marisa Allasio, Rik Battaglia, Paul Bösiger, Jan Hendriks, Ellen Schwiers és Carl Wery)
- 1960 Mein Schulfreund – rendezte: Robert Siodmak (Heinz Rühmann, Loni von Friedl és Ernst Schröder)
- 1960 Mit Himbeergeist geht alles besser – rendezte: Georg Marischka (O. W. Fischer és Marianne Koch)
- 1961 L'Affaire Nina B. – rendezte: Robert Siodmak (Nadja Tiller, Pierre Brasseur és Walter Giller)
- 1961 Nem kell mindig kaviár – rendezte: Radványi Géza (O. W. Fischer, Eva Bartok és Senta Berger)
- 1961 Diesmal muß es Kaviar sein – rendezte: Radványi Géza (O. W. Fischer, Eva Bartok és Senta Berger)
- 1971 Liebe ist nur ein Wort – rendezte: Alfred Vohrer (Judy Winter, Malte Thorsten, Herbert Fleischmann és Friedrich Georg Beckhaus)
- 1971 Und Jimmy ging zum Regenbogen – rendezte: Alfred Vohrer (Alain Noury, Horst Tappert, Horst Frank és Judy Winter)
- 1972 Der Stoff, aus dem die Träume sind – rendezte: Alfred Vohrer (Herbert Fleischmann, Edith Heerdegen, Hannelore Elsner és Arno Assmann)
- 1973 Alle Menschen werden Brüder – rendezte: Alfred Vohrer (Harald Leipnitz, Doris Kunstmann és Klaus Schwarzkopf)
- 1973 Gott schützt die Liebenden – rendezte: Alfred Vohrer (Harald Leipnitz, Gila von Weitershausen és Andrea Jonasson)
- 1974 Die Antwort kennt nur der Wind – Regie: Alfred Vohrer (mit Marthe Keller und Karin Dor)
- 1975 Bis zur bitteren Neige – rendezte: Gerd Oswald (Maurice Ronet, Suzy Kendall, Susanne Uhlen és Ferdy Mayne)
- 1976 Lieb Vaterland magst ruhig sein – rendezte: Roland Klick (Günter Pfitzmann, Rudolf Wessely, Margot Werner és Rolf Zacher)
- 1983 Die Wilden Fünfziger – rendezte: Peter Zadek (Juraj Kukura, Boy Gobert, Peter Kern, Christine Kaufmann, Sunnyi Melles, Beatrice Richter, Eva Mattes, Dietrich Mattausch és Hermann Lause)
- 1983 Mich wundert, dass ich so fröhlich bin – rendezte: Michael Kehlmann (Karlheinz Hackl, Gertraud Jesserer és Klausjürgen Wussow)
- 1986 Bitte lasst die Blumen leben – rendezte: Duccio Tessari (Klausjürgen Wussow, Gerd Böckmann, Hannelore Elsner, Hans Christian Blech és Radost Bokel)
- 1990 Mit den Clowns kamen die Tränen – rendezte: Reinhard Hauff (Sunnyi Melles, Hans Christian Blech, Olgierd Łukaszewicz, Yoshi Oida és Ulrich Pleitgen)
- 2008 Und Jimmy ging zum Regenbogen – rendezte: Carlo Rola (Heino Ferch, Dennenesch Zoudé, Judy Winter). Az 1971-es film TV-remake-je.
- 2008 Gott schützt die Liebenden – rendezte: Carlo Rola (Peter Simonischek, Iris Berben, Johannes Silberschneider, Ole Puppe)

## Magyarul
- Néhanapján kaviár... Thomas Lieven receptjei; előszó Galsai Pongrác, ford. Kajtár Mária; Európa, Bp., 1984
- Csak egy szó a szerelem; ford. Kazán Istvánné; Mai Nap, Bp., 1990
- Nem kell mindig kaviár. Thomas Lieven, a botcsinálta titkos ügynök kalandjai és válogatott receptjei; ford. Horváth Géza, receptford. Kajtár Mária; Magyar Könyvklub, Bp., 1993
- S a szivárványhoz útnak eredt...; ford. Lukács János; Magyar Könyvklub, Bp., 1994
- Testvér lészen minden ember; ford. Kazán Anna; Magyar Könyvklub, Bp., 1995
- Megtervezzük álmait; ford. Kazán Anna; Pallas Stúdió, Bp., 1999
- Két hazában hontalan; ford. Kazán Anna; Pallas Stúdió, Bp., 1999

## Emlékezete
- Alakja felbukkan (említés szintjén) Kondor Vilmos magyar író Budapest novemberben című bűnügyi regényében.

## Fordítás
- Ez a szócikk részben vagy egészben angol  Johannes Mario Simmel című  Wikipédia-szócikk fordításán alapul.  Az eredeti cikk szerkesztőit annak laptörténete sorolja fel. Ez a jelzés csupán a megfogalmazás eredetét és a szerzői jogokat jelzi, nem szolgál a cikkben szereplő információk forrásmegjelöléseként.